# 迪林港 (紐約州)
迪林港（英語：Dering Harbor）是位於美國紐約州薩福克縣的村。

## 人口
根據2020年美國人口普查的數據，迪林港的面積為0.67平方千米，當中陸地面積為0.64平方千米，而水域面積為0.03平方千米。當地共有人口50人，而人口密度為每平方千米75人。